# النا ریناچ
 النا ریناچ (انگلیسی: Elna Reinach؛ زادهٔ ۲ دسامبر ۱۹۶۸) یک تنیس‌باز زن، اهل آفریقای جنوبی است.